# Inner Child
Az Inner Child Shanice amerikai R&B énekesnő második stúdióalbuma, mely 1991. november 19-én jelent meg a Motown lemezkiadónál. Az album a Billboard lista Top R&B slágerlistán a 13. helyig jutott.
Az I Love Your Smile című első kimásolt kislemez 2. helyig jutott a Billboard R&B listán. A Lovin’ You című dal eredetijét  1974-ben Minnie Riperton vitte sikerre. Shanice 2006-os Every Woman Dreams című albumán a dalt újra feldolgozta, és felkerült albumára.
A következő kislemez az I’m Cryin’ című dalt Johnny Gillel közösen adták elő, mely a Silent Prayer című dalával együtt kedvező fogadtatásban létesült, és slágerlistás helyezést is elért. Az Inner Child című album arany státuszt kapott, és Shanice legsikeresebb albumai közé sorolják.
Az angol album kiadáson az I Love Your Smile (Driza Bone Remix) – 4:23 is helyet kapott.

## Megjelenések
LP  Motown  ZL 72760
1. Keep Your Inner Child Alive (interlude)  – 1:24
2. I Love Your Smile  – 4:19
3. Forever In Your Love  – 4:46
4. I’m Cryin’  – 5:07
5. I Hate To Be Lonely  – 6:46
6. Stop Cheatin' On Me  – 4:50
7. Silent Prayer (duet with Johnny Gill) – 5:03
8. Peace in the World  – 4:26
9. Lovin' You  – 3:57
10. You Ain't All That  – 4:36
11. Shanice & Mookie Meet Homie (interlude)  – 0:23
12. You Didn't Think I'd Come Back This Hard  – 3:39
13. You Were The One  – 5:21
14. I Love Your Smile (Hakeem's Mix)  – 4:16
15. Goodnight (interlude)  – 0:23

## Kislemezek
| Év   | Dal               | Billboard Hot 100 – Pop | Billboard Hot 100 – R&B/Hip-Hop |
| ---- | ----------------- | ----------------------- | ------------------------------- |
| 1991 | I Love Your Smile | 2                       | 1                               |
| 1992 | I’m Cryin’        |                         | 11                              |
| 1992 | Silent Prayer     | 31                      | 4                               |
| 1992 | Lovin' You        |                         | 59                              |

## Slágerlista
| Slágerlista (1992)              | Legjobb helyezés |
| ------------------------------- | ---------------- |
| Svájc Swiss Album Charts        | 12               |
| Norvégia Norwegian Album Charts | 16               |
| Svédország Swedish Albums Chart | 17               |
| Ausztria Austrian Album Charts  | 29               |
| US Billboard 200                | 83               |
| US Top R&B Albums               | 13               |